# Maldingen
Maldingen (Molgen en Luxembourgeois) est un village de la commune belge de Burg-Reuland situé en Communauté germanophone de Belgique et Région wallonne dans la province de Liège.

## Monuments
- L'église Saint-Jean (1926), architecte Henry Cunibert.

## Personnalités liées à Maldingen
- Paul Gérardy (1870-1933), né à Maldingen, écrivain.